# Roccabernarda
Roccabernarda là một thành phố và cộng đồng (comune) thủ phủ tỉnh Crotone trong vùng Calabriao miền bắc nước Ý.
Đô thị Roccabernarda có diện tích ki lô mét vuông, dân số thời điểm năm 31 tháng 5 năm 2005 là người.
Đô thị Roccabernarda có các đơn vị dân cư (frazioni) sau:
Các đô thị giáp ranh: 